# La Dimensió Desconeguda (sèrie de 1959)
La Dimensió Desconeguda (en l'original The Twilight Zone, comercialitzat com a Twilight Zone per a les seves dues últimes temporades) és una sèrie de televisió d'antologia de terror de ciència-ficció estatunidenca creada i presentada per Rod Serling, que es va emetre durant cinc temporades a CBS des del 2 d'octubre de 1959 fins al 19 de juny de 1964. Cada episodi presenta una història independent en què els personatges es troben enfrontant-se a esdeveniments sovint inquietants o inusuals, una experiència descrita com entrar a "la Dimensió Desconeguda" (Zona Crepuscular en l'original), sovint amb un final sorprenent i una moralitat. Tot i que predominava la ciència-ficció, els esdeveniments paranormals i kafkians de l'espectacle van orientar l'espectacle cap a la fantasia i l'horror. La frase "zona crepuscular", inspirada en la sèrie, s'utilitza per descriure experiències surrealistes.
La sèrie va comptar amb estrelles consolidades i actors més joves que es farien molt més coneguts més tard. Serling va exercir com a productor delegat i escriptor principal; va escriure o coescriure 92 dels 156 episodis del programa. També va ser el presentador i narrador del programa, oferint monòlegs al principi i al final de cada episodi, i normalment apareixia a la pantalla per dirigir-se directament al públic durant l'escena inicial. Les narracions inicials i de tancament de Serling solen resumir els esdeveniments de l'episodi encapsulant com i per què els personatges principals havien entrat a la Zona Crepuscular.
La sèrie original de La Dimensió Desconeguda és àmpliament considerada com una de les sèries de televisió més grans de tots els temps. El 2002, la sèrie va ocupar el lloc 26 a la llista dels 50 millors espectacles televisius de tots els temps de TV Guide. L'any 2004, va ocupar el lloc número 8 dels millors programes de culte de TV Guide, passant al número 9 tres anys després. El 2013, el Sindicat de Guionistes dels Estats Units la va classificar com la tercera sèrie de televisió millor escrita de tots els temps i TV Guide la va classificar com el quart millor drama, el segon millor programa de ciència-ficció i el cinquè espectacle més gran de tots els temps. El 2016, la sèrie va ocupar el número 7 de la llista de Rolling Stone dels 100 millors espectacles de tots els temps i va ocupar el lloc número 12 el 2022. El 2023, Variety va classificar La Dimensió Desconeguda en el número 14 de la seva llista dels 100 millors programes de televisió de tots els temps.
El 1997, els episodis de la tercera temporada "To Serve Man" (dirigit per Richard L. Bare) i "Una bona vida" ("It's a Good Life") (dirigit per James Sheldon) van ser escollits respectivament en els llocs 11 i 31 de la llista dels 100 millors episodis de televisió de tots els temps de TV Guide. El 2009, TV Guide va classificar l'episodi 8 de la primera temporada, "Temps per a ell, a la fi" ("Time Enough at Last") (dirigit per John Brahm), com el núm. 11 de a la seva llista actualitzada dels 100 millors episodis.

## Desenvolupament
A finals de la dècada de 1950, Rod Serling era un nom destacat a la televisió. Les seves exitoses obres de televisió inclouen "Patterns" (per a Kraft Television Theatre) i "Requiem for a Heavyweight" (per Playhouse 90), però constants canvis i modificacions fetes per les xarxes i patrocinadors van frustrar Serling. A "Requiem for a Heavyweight", la línia "Got a match?" es va haver de tallar perquè el patrocinador venia encenedors; altres programes tenien paraules semblants que podrien recordar als espectadors dels competidors al patrocinador, inclòs un cas en què el patrocinador, Ford Motor Company, va treure Chrysler Building d'una imatge de l'skyline de Nova York.
Segons els comentaris a la seva antologia de 1957 Patterns, Serling havia estat intentant aprofundir en material més controvertit que les seves obres de principis dels anys cinquanta. Això va conduir a Noon on Doomsday per a United States Steel Hour el 1956, un comentari de Serling sobre
la defensivitat i la total manca de penediment que va veure a la ciutat de Mississipí on va tenir lloc l'assassinat d'Emmett Till. El seu guió original va ser molt paral·lel al cas Till, després va ser traslladat del sud i la víctima es va canviar per un prestador d'empenyorament jueu i, finalment, es va convertir en només un estranger en una ciutat sense nom.

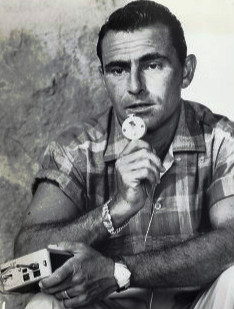
Rod Serling treballant en el seu guió amb un dictàfon el 1959.

Serling va pensar que un escenari de ciència-ficció, amb robots, extraterrestres i altres fets sobrenaturals, li donaria més llibertat i menys interferències per expressar idees controvertides que escenaris més realistes. "The Time Element" va ser la presentació pilot de Serling de 1957 per al seu espectacle, una aventura de viatge en el temps sobre un home que torna a Honolulú el 1941 i intenta avisar sense èxit a tothom sobre l'imminent atac a Pearl Harbor. El guió, però, va ser rebutjat i arxivat fins que Bert Granet el va descobrir i el va produir com a episodi de Desilu Playhouse el 1958. La sèrie va ser un gran èxit i va permetre a Serling començar finalment la producció de la seva sèrie d'antologia, The Twilight Zone. El sentit editorial del destí irònic de Serling en l'escriptura feta per a la sèrie va ser identificat com a significatiu per al seu èxit per la biblioteca del BFI Film Classics, que va afirmar que, per a Serling, "la cruel indiferència i la implacabilitat del destí i la ironia de la justícia poètica" van ser temes recurrents a les seves trames.

## Episodis

### Temporada 1 (1959–60)
La Dimensió Desconeguda es va estrenar la nit del 2 d'octubre de 1959, amb crítiques favorables. "Twilight Zone és l'únic programa en emissió que realment tinc ganes de veure. És l'única sèrie que deixaré que interfereixi amb altres plans", va dir Terry Turner per al Chicago Daily News. Daily Variety el va classificar com "el millor que s'ha aconseguit mai en la televisió filmada de mitja hora" i el New York Herald Tribune va trobar que el programa era "sen dubte la millor i més original sèrie d'antologia de l'any".
Tot i que el programa va resultar popular per als crítics de televisió, va lluitar per trobar una audiència receptiva d'espectadors de televisió. CBS apostava per una qualificació d'almenys 21 o 22, però els seus números inicials eren molt pitjors. El futur de la sèrie es va posar en perill quan el seu tercer episodi, "Mr. Denton on Doomsday", va obtenir una audiència de 16,3. Tot i així, el programa va atreure una audiència prou gran com per sobreviure a una breu pausa al novembre, després del qual finalment va superar la seva competència a ABC i NBC i va persuadir els seus patrocinadors (General Foods i Kimberly-Clark) perquè es mantingués fins al final de la temporada.

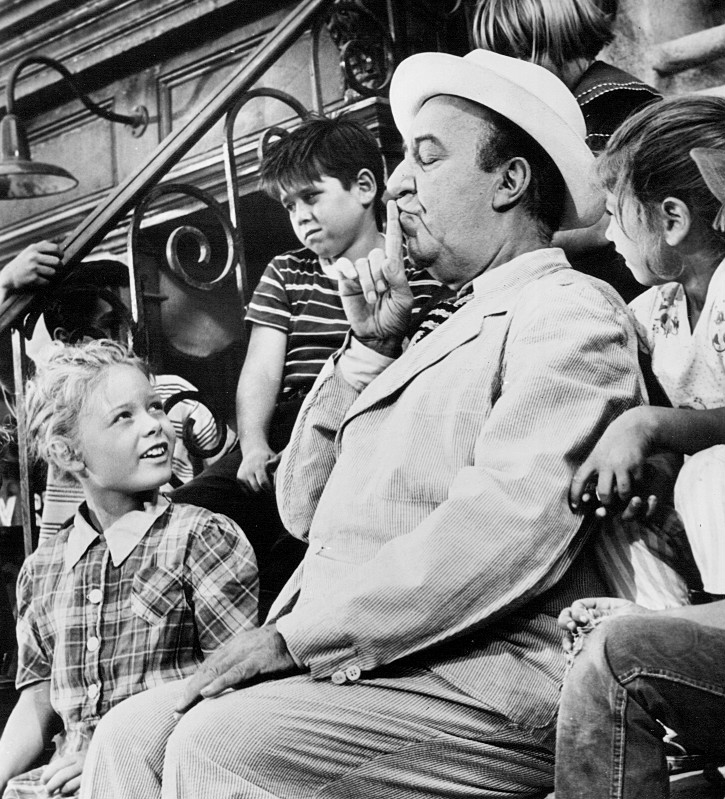
Ed Wynn a l'episodi "Dedicat als àngels" (One for the Angels).

Amb una excepció ("L'antídot" (The Chaser), la primera temporada va comptar amb guions escrits només per Rod Serling, Charles Beaumont o Richard Matheson. Aquests tres van ser els responsables de 127 dels 156 episodis de la sèrie. A més, amb una excepció ("Un món propi" (A World of His Own), Serling mai va aparèixer a la càmera durant cap episodi de la primera temporada (com ho faria en temporades futures) i només estava present com a narrador de veu en off. Serling va aparèixer a la pantalla als llocs promocionals de La Dimensió Desconeguda connectant l'episodi de la setmana següent, però no als mateixos episodis. Aquests espots promocionals no es van veure durant diverses dècades després de la seva emissió inicial; mentre que molts s'han llançat als llançaments de DVD i Blu-ray de The Twilight Zone, alguns es perden completament i alguns només sobreviuen com a pistes d'àudio. La majoria estan disponibles a través de Paramount+ quan es veuen els episodis complets.
Molts dels episodis de la temporada van estar entre els més celebrats de la sèrie, com ara "Temps per a ell, a la fi" (Time Enough at Last), "Els monstres de Mapple St." (The Monsters Are Due on Maple Street), "Mitja hora a peu" (Walking Distance) i "Després de tancar" (The After Hours). La primera temporada va guanyar per a Serling un quart premi Emmy sense precedents per a l'escriptura dramàtica, un premi del gremi de productors per al soci creatiu de Serling, Buck Houghton, un premi del gremi de directors per a John Brahm i el premi Hugo a la millor presentació dramàtica.
El tema musical original de Bernard Herrmann va durar durant tota la primera temporada. Durant els cinc episodis finals de la temporada, el muntatge i la narració inicial surrealista original de l'espectacle es van substituir per una peça amb un ull que es tancava (que revelava el sol ponent) i una narració més curta, i una versió truncada del tema de Herrmann.
Alguns episodis de la primera temporada van estar disponibles durant dècades només en una versió amb una obertura de segona temporada enganxada. Aquests episodis amb nova obertura van ser preparats per a l'emissió a l'estiu de 1961 quan a repeticions d'estiu; els productors volien tenir una obertura constant per a l'espectacle cada setmana. Durant l'execució original de 1959/60, el tema de Herrmann es va utilitzar en tots els episodis de la primera temporada. Les estrenes de la primera temporada d'aquests episodis s'han restaurat a reedicions recents de DVD i Blu-ray, tot i que es van restaurar obertures incorrectes en dos episodis, "El Senyor Denton al dia del judici final" (Mr. Denton on Doomsday) i "Passatge per trompeta" (A Passage for Trumpet).

### Temporada 2 (1960–61)

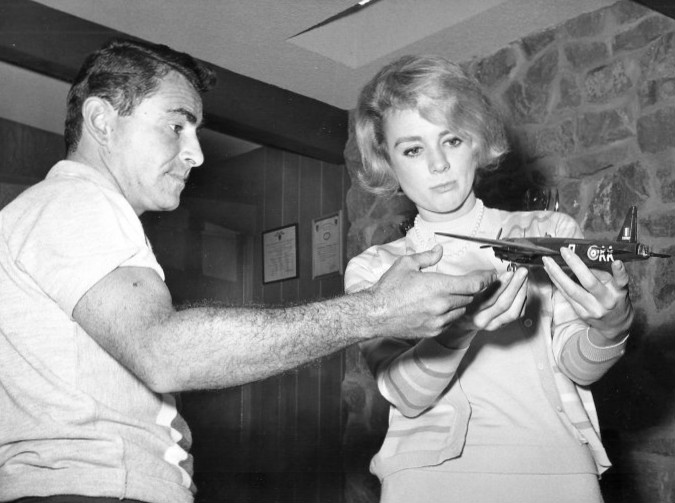
Serling modela un avió amb l'actriu Inger Stevens, que va aparèixer a "The Hitch-Hiker" i "The Lateness of the Hour".

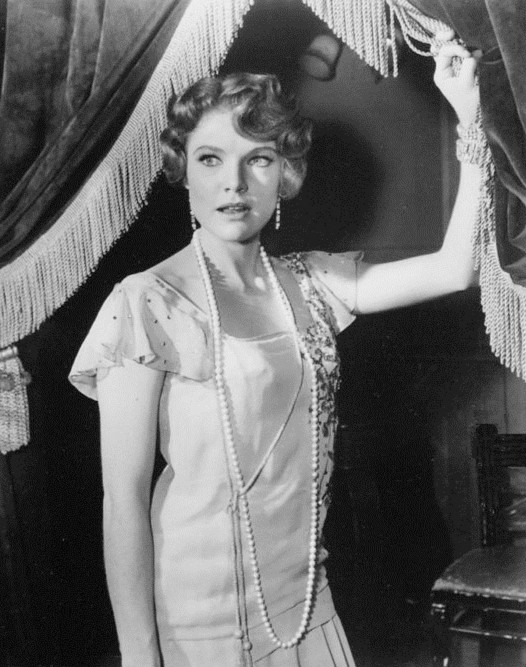
Pippa Scott a "Els problemes del Senyor Templeton" (The Trouble With Templeton)

La segona temporada es va estrenar el 30 de setembre de 1960, amb "El King Nine no tornarà" (King Nine Will Not Return), la nova versió de Serling de l'episodi pilot "On és la gent?" (Where Is Everybody?) La familiaritat d'aquesta primera història contrastava amb la novetat del nou embalatge del programa: el majestuós tema original de Bernard Herrmann va ser substituït pel nou tema de guitarra i bongó de Marius Constant, més discordant i dissonant (i ara més familiar). L'ull de tancament va ser substituït per una introducció més surrealista inspirada en les noves imatges de la narració de Serling, i el mateix Serling es va posar davant de les càmeres per presentar la seva narració inicial, en lloc de ser només un narrador de veu en off (com a la primera temporada). Les obertures dels tres primers episodis de la temporada van conservar la narració de l'obertura dels ulls.
Un nou patrocinador, Colgate-Palmolive, va substituir Kimberly-Clark de l'any anterior (com Liggett & Myers succeirien a General Foods, l'abril de 1961), i un nou executiu de la xarxa, James Aubrey, es va fer càrrec de CBS. "Jim Aubrey va ser un problema molt, molt difícil per al programa", va dir el productor associat Del Reisman. "Va ser particularment dur a La Dimensió Desconeguda perquè per la seva època va ser un espectacle de mitja hora especialment costós... Aubrey va ser molt dur [amb el pressupost de la sèrie] fins i tot quan es tractava d'un petit nombre de dòlars". En una empenta per mantenir baixes les despeses del programa, Aubrey va ordenar que es produïssin set episodis menys que la temporada anterior i que sis dels que es produïssin es gravessin en cinta de vídeo en lloc de pel·lícula, un moviment que no li va agradar a Serling, anomenant-lo "ni peixos ni aus". Dos episodis addicionals filmats a la segona temporada ("The Grave" i "Nothing in the Dark") es van passar a la tercera temporada.
La segona temporada va veure la producció de molts dels episodis més aclamats de la sèrie, com ara "Eye of the Beholder", "Nick of Time", "The Invaders", "Els problemes del Senyor Templeton" (The Trouble With Templeton) i "Will the Real Martian Please Stand Up?". El trio de Serling, Matheson i Beaumont va començar a admetre nous escriptors, i aquesta temporada va veure el debut televisiu de George Clayton Johnson. Els Emmys van ser guanyats per Serling (el seu cinquè) per escriptura dramàtica i pel director de fotografia George T. Clemens i, per segon any consecutiu, la sèrie va guanyar el premi Hugo a la millor presentació dramàtica. També va guanyar el premi Unity per "Contribucions destacades a millors relacions racials" i una nominació a l'Emmy per "Assoliment excepcional del programa en el camp del drama". La Dimensió Desconeguda es va esmentar en el discurs emblemàtic de Newton Minow de 1961 "Television and the Public Interest" com una de les poques sèries de televisió de qualitat que s'emetien en aquell moment en un «enorme terra erma» de brossa produïda en massa, amb Minow elogiant el sèrie com a «dramàtica i commovedora».
Cinc setmanes després de la segona temporada, el pressupost del programa mostrava un dèficit. El nombre total de nous episodis es projectava en vint-i-nou, més de la meitat dels quals, setze, ja s'havien filmat el novembre de 1960. Com a mesura de reducció de costos, sis episodis ("The Lateness of The Hour", "The Night of The Meek", "The Whole Truth", "Twenty-Two", "Static" i "Trucada a llarga distància" (Long Distance Call) es van produir en el format de cinta de vídeo més barat, que també requeria menys moviments de càmera. A més, la cinta de vídeo era un mitjà relativament primitiu a principis dels anys seixanta; l'edició de la cinta era gairebé impossible. Per tant, cadascun dels episodis va ser "tallat per a càmera" com a la televisió en directe, en un escenari de so d'estudi, utilitzant un total de quatre càmeres. La configuració necessària de diverses càmeres de l'experiment de la cinta de vídeo va fer difícil el rodatge d'ubicacions, limitant molt l'abast potencial de les històries. Fins i tot amb aquests sacrificis artístics, els estalvis eventuals van ascendir a només 6.000 dòlars per episodi, molt menys que el cost d'un sol episodi. L'experiment no es va tornar a intentar. Les versions Kinescope dels episodis gravats en vídeo es van tornar a reproduir en sindicació.

### Temporada 3 (1961–62)

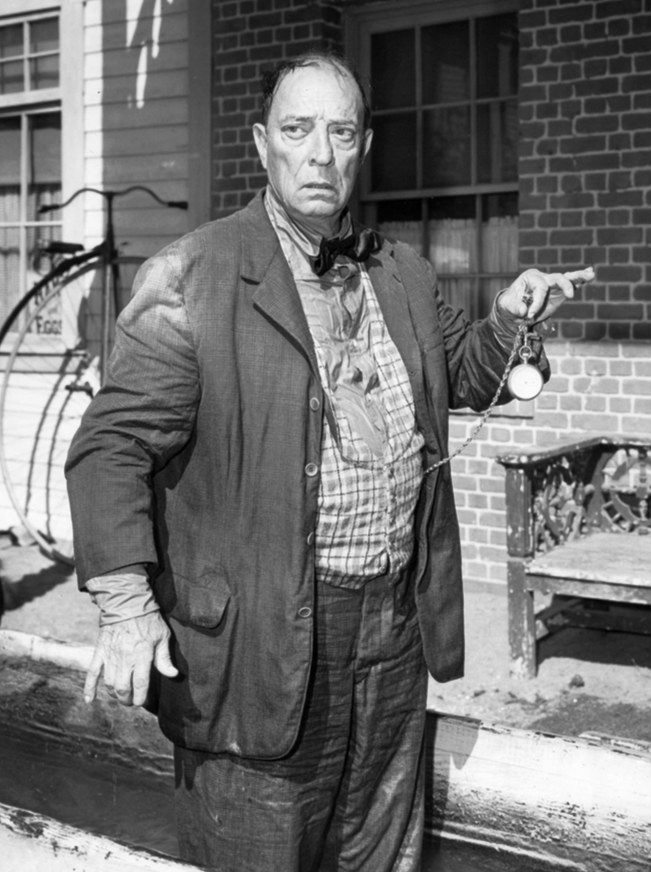
Buster Keaton a l'episodi Once Upon a Time.

En el seu tercer any com a productor delegat, presentador, narrador i escriptor principal de The Twilight Zone, Serling començava a sentir-se esgotat. «Mai m'he sentit tan esgotat d'idees com en aquest moment», va dir aleshores el dramaturg de 37 anys. En les dues primeres temporades va aportar 48 guions, o el 73% de la producció total del programa; va aportar el 56% de la producció d'aquesta temporada. «El programa sembla que s'està alimentant a si mateix», va dir un crític de Variety de l'episodi dos de la temporada. Els patrocinadors d'aquesta temporada van incloure Chesterfield, Bufferin tablets i Pepsi-Cola.
Malgrat el seu cansament manifestat, Serling va tornar a produir diversos teleplays que es consideren clàssics, com "It's a Good Life", "To Serve Man", "Little Girl Lost" i "Five Characters in Search of an Exit". Els guions de Montgomery Pittman i Earl Hamner Jr. van complementar la producció de Matheson i Beaumont, i George Clayton Johnson va presentar tres teleplays que examinaven temes complexos. L'episodi "I Sing the Body Electric" va ser escrit per Ray Bradbury. Al final de la temporada, la sèrie havia arribat a més de 100 episodis.
La Dimensió Desconeguda va rebre dues nominacions als Emmy (per a la fotografia i el disseny artístic), però no va rebre cap premi. Va rebre novament el Premi Hugo a la "Millor Presentació Dramàtica", convertint-se en l'únic premiat en tres ocasions fins que va ser empatat per Doctor Who el 2008.
A la primavera de 1962, The Twilight Zone va arribar tard a trobar un patrocinador per a la seva quarta temporada i va ser substituïda a la programació de tardor de CBS per una nova comèdia de situació d'una hora anomenada Fair Exchange. En la confusió que va seguir aquesta aparent cancel·lació, el productor Buck Houghton va deixar la sèrie per ocupar un lloc a Four Star Productions. Mentrestant, Serling va acceptar un lloc d'ensenyament a l'Antioch College, la seva alma mater. Tot i que la sèrie es va renovar finalment, la contribució de Serling com a productor executiu va disminuir en les seves últimes temporades.

### Temporada 4 (1963)

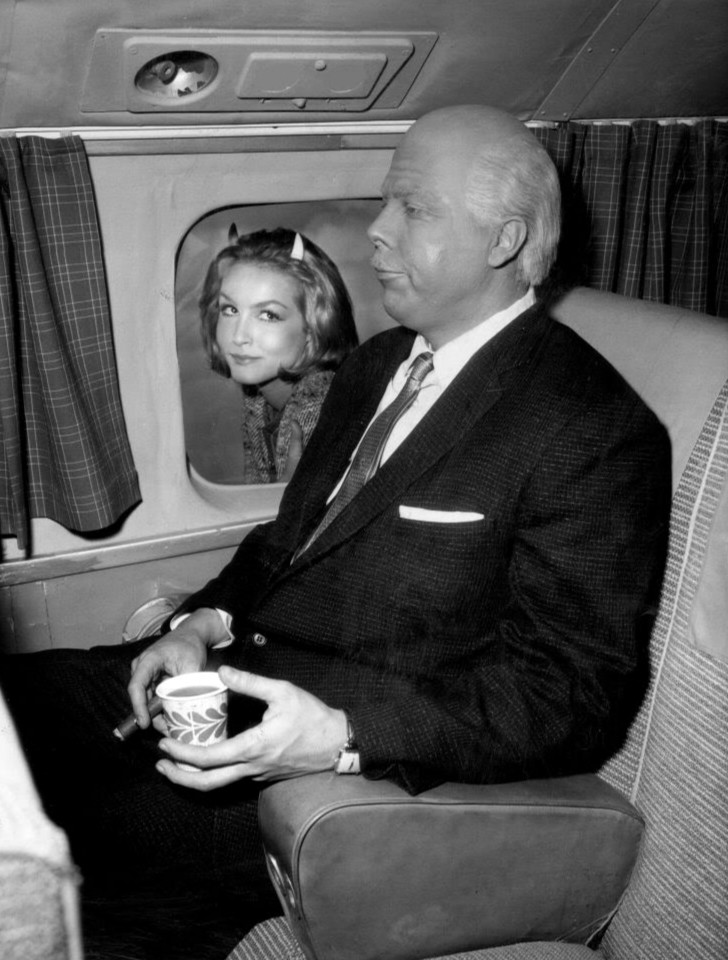
Julie Newmar i Albert Salmi a "Of Late I Think of Cliffordville".

El novembre de 1962, CBS va contractar Twilight Zone (ara sense The) com a reemplaçament de gener de mitja temporada per a Fair Exchange, el mateix programa que el va substituir a la programació de setembre de 1962. Per tal d'omplir la franja horària de Fair Exchange, cada episodi s'havia d'ampliar a una hora, una idea que no va agradar a Serling, ni a l'equip de producció. Herbert Hirschman va ser contractat per substituir al productor Buck Houghton. Una de les primeres decisions de Hirschman va ser dirigir una nova seqüència d'obertura, aquesta il·lustrant una porta, un ull, una finestra i altres objectes suspesos a l'espai. La seva segona tasca va ser trobar i produir guions de qualitat. Entre els patrocinadors hi havia Johnson & Johnson.
Aquesta temporada de Twilight Zone va tornar a girar cap al fiable trio de Serling, Matheson i Beaumont. Tanmateix, l'entrada de Serling va ser limitada aquesta temporada; encara va proporcionar la majoria de teleplays, però com a productor executiu, estava pràcticament absent i com a presentador, les seves narracions enginyoses van haver de ser rodades adossades sobre un fons gris durant els seus pocs viatges a Los Angeles. A causa de les complicacions d'una malaltia cerebral en desenvolupament, l'aportació de Beaumont també va començar a disminuir significativament. Es van encarregar guions addicionals a Earl Hamner, Jr. i Reginald Rose per omplir el buit.
Quan faltaven cinc episodis per a la temporada, Hirschman va rebre una oferta per treballar en una nova sèrie de la NBC anomenada Espionage i va ser substituït per Bert Granet, que abans havia produït "The Time Element". Entre els primers encàrrecs de Granet hi havia "On Thursday We Leave for Home", que Serling va considerar l'episodi més efectiu de la temporada. Hi va haver una nominació als Emmy per a la fotografia i una nominació al premi Hugo.

### Temporada 5 (1963–64)
Més tard, Serling va afirmar: "Estava escrivint tant que vaig sentir que havia començat a perdre la perspectiva del que era bo i del que era dolent". Al final d'aquesta darrera temporada, havia contribuït amb 92 guions en cinc anys. Aquesta temporada, els nous patrocinadors alternatius van ser American Tobacco i Procter & Gamble. L'espectacle va tornar al seu format de mitja hora.
Beaumont estava fora de la sèrie gairebé per complet, contribuint amb guions només a través dels negres literaris Jerry Sohl i John Tomerlin, i després de produir només 13 episodis, Bert Granet va marxar i va ser substituït per William Froug, amb qui Serling havia treballat a Playhouse 90.
Froug va prendre una sèrie de decisions impopulars; primer, deixar de banda diversos guions comprats sota el mandat de Granet (incloent-hi "The Doll" de Matheson, que va ser nominada per a un Premi del Sindicat de Guionistes quan finalment es va produir el 1986 a Amazing Stories); en segon lloc, Froug va alienar a George Clayton Johnson quan va contractar a Richard deRoy per reescriure completament el teleplay per televisió de Johnson, Tick of Time, que finalment es va produir com "Ninety Years Without Slumbering". "Fa que la trama sigui trivial", es va queixar Johnson del guió resultant, insistint que se li donés crèdit a la pantalla per a la versió final de l'episodi com "Johnson Smith". Tick of Time es va convertir en l'última presentació de Johnson a La Dimensió Desconeguda.
Fins i tot en aquestes condicions, es van produir diversos episodis que són ben recordats, com "Nightmare at 20,000 Feet", "A Kind of a Stopwatch", "The Masks" i "Living Doll". Tot i que aquesta temporada no va rebre cap reconeixement als Emmy, "An Occurrence at Owl Creek Bridge" -un curtmetratge de producció francesa de 1962 que es va modificar lleugerament per a la seva emissió- va rebre l'Oscar al millor curtmetratge el 1963. La pel·lícula es basava en el conte homònim d'Ambrose Bierce ; Serling ho presenta com "un estudi inquietant de l'increïble mestre de l'increïble del passat".
A finals de gener de 1964, la CBS va anunciar la cancel·lació del programa. "Per una raó o una altra, Jim Aubrey va decidir que estava fart del programa... [E] va afirmar que estava massa per sobre del pressupost i que les qualificacions no eren prou bones", va explicar Froug. Però Serling va contrarestar dient al Daily Variety que havia "decidit cancel·lar la xarxa". ABC va mostrar interès a portar Serling a la seva xarxa per escriure una sèrie de temàtica de terror més explícita, Witches, Warlocks and Werewolves, però Serling no va quedar impressionat. "Els executius de la xarxa semblen preferir els esperits setmanals, i tenim el que sembla ser una diferència considerable d'opinió. No m'importa que el meu programa sigui sobrenatural, però no vull fer una reserva a un cementiri cada setmana". Poc després, Serling va vendre la seva participació del 40% a The Twilight Zone a CBS, deixant enrere l'espectacle i tots els projectes sobre el sobrenatural fins al 1969, quan es va estrenar Night Gallery.

### Repartiment
En ser una sèrie d'antologia sense personatges recurrents, La Dimensió Desconeguda compta amb una àmplia gamma d'estrelles convidades, algunes de les quals van aparèixer en diversos episodis. L'espectacle compta amb les primeres actuacions d'actors que es van fer famosos, entre ells Theodore Bikel, Bill Bixby, Lloyd Bochner, Morgan Brittany, Charles Bronson, Carol Burnett, Donna Douglas, Robert Duvall, Buddy Ebsen, Peter Falk, Constance Ford, Joan Hackett, Dennis Hopper, Ron Howard, Jim Hutton, Jack Klugman, Martin Landau, Cloris Leachman, Jean Marsh, Elizabeth Montgomery, Billy Mumy, Julie Newmar, Barbara Nichols, Leonard Nimoy, Robert Redford, Burt Reynolds, Janice Rule, Telly Savalas, William Shatner, Dean Stockwell, George Takei, Joyce Van Patten, Jack Warden, Jonathan Winters i Dick York. Altres episodis inclouen actuacions d'actors més tard en la seva carrera, com ara Dana Andrews, Joan Blondell, Ann Blyth, Art Carney, Jack Carson, Gladys Cooper, William Demarest, Andy Devine, Cedric Hardwicke, Josephine Hutchinson, Buster Keaton, Ida Lupino, Lee Marvin, Kevin McCarthy, Burgess Meredith, Agnes Moorehead, Alan Napier, Franchot Tone, Mickey Rooney i Ed Wynn. Klugman i Meredith estan empatats com els que han protagonitzats més episodis amb quatre cadascun.
Els actors de personatges que van aparèixer (alguns més d'una vegada) inclouen John Anderson, John Dehner, Betty Garde, Sandra Gould, Nancy Kulp, Celia Lovsky, Eve McVeagh, Nehemiah Persoff, Albert Salmi, Vito Scotti, Olan Soule, Harold J. Stone i Estelle Winwood. L'actor que apareix en més episodis és Robert McCord.

### Premis i nominacions
La Dimensió Desconeguda va ser nominatada a quatre Premis Emmy Primetime, guanyant-ne dos. També va guanyar tres premis Hugo consecutius a la millor representació dramàtica (1960-1962).
| Any  | Association           | Categoria                                   | Nominació               | Resultat  |
| ---- | --------------------- | ------------------------------------------- | ----------------------- | --------- |
| 1960 | Premis Emmy Primetime | Millor escriptura per a una sèrie dramàtica | Rod Serling             | Guanyador |
| 1961 | Premis Emmy Primetime | Millor sèrie dramàtica                      | The Twilight Zone       | Nominat   |
| 1961 | Premis Emmy Primetime | Millor escriptura per a una sèrie dramàtica | Rod Serling             | Guanyador |
| 1962 | Premis Emmy Primetime | Millor escriptura per a una sèrie dramàtica | Rod Serling             | Nominat   |
| 1960 | Premis Hugo           | Millor presentació dramàtica                | La Dimensió Desconeguda | Guanyador |
| 1961 | Premis Hugo           | Millor presentació dramàtica                | La Dimensió Desconeguda | Guanyador |
| 1962 | Premis Hugo           | Millor presentació dramàtica                | La Dimensió Desconeguda | Guanyador |
| 1963 | Premis Globus d'Or    | Millor productor/Director de Televisió      | Rod Serling             | Guanyador |

### Distribució online
A partir de l'abril de 2019, tots els episodis de mitja hora (temporades 1-3 i 5) de la sèrie estan disponibles a Netflix Instant Streaming al Brasil, Mèxic i als EUA.
Les cinc temporades de la sèrie estan disponibles a Hulu, Amazon Video i iTunes.
Totes les temporades tal com s'emeten, inclosos els espots promocionals gravats pel Sr. Serling, estan disponibles a Paramount+.

## Productes derivats
L'èxit de la sèrie original dugué a la creació de dues pel·lícules una pel cinema (1983) i l'altra per televisió (1994), una sèrie radiofònica (2002-2012), novel·les, còmics, una revista i un parc temàtic i tres sèries revivals: la primera de 1985 a 1989; la segona el 2002; la tercera es va estrenar l'1 d'abril de 2019 a 2020.